# 根本祐太郎
根本 祐太郎（ねもと ゆうたろう、1871年4月24日（明治4年3月5日）- 1947年（昭和22年）8月24日）は、明治から昭和初期の薬剤師、実業家、政治家。貴族院多額納税者議員、福島県安積郡郡山町長。

## 経歴
陸奥国安積郡、後の郡山町（現郡山市）で、薬種商「かさいし屋」根本庄次郎の長男として生まれる。1874年（明治7年）に父が死去して家督を相続した。町立金透小学校（現郡山市立金透小学校）の尋常科、同高等科を経て、1888年（明治21年）県立福島医学校附属病院で薬学と調剤術の講習を受け、1889年（明治22年）第1回薬剤師試験に合格し、薬舗（現:薬局）を開業した。福島県薬剤師会長、日本薬剤師会初代代議員などを務めた。
実業界では、郡山商業組合連合会長、郡山商業会議所議員、郡山電気副社長、東部電力副社長、合名会社根本商店代表社員、郡山銀行取締役、郡山信託取締役、只見川水力電気取締役などを務めた。
政界では、郡山町長、郡山町会議員、郡山市会議長、福島県会議員（2期）などを歴任。1929年（昭和4年）福島県多額納税者として補欠選挙で貴族院多額納税者議員に互選され、同年2月20日に就任し、交友倶楽部に所属して活動し1932年（昭和7年）9月28日の任期満了まで1期在任した。